# Babo Avalishvili-Kherkheulidze
Babo (Barbale) Andrias Avalishvili-Kherkheulidze, född 1851, död 1900, var en georgisk skådespelare. 
Avalishvili-Kherkheulidze tog examen från St. Ninos flickskola i Tbilisi 1868. 
År 1879 återinvigdes Tbilisi-teatern (senare Rustaveli Theater) av ett teatersällskap bestående av bland andra Ilia Chavchavadze, och återinvigde därmed den georgiska teaterkonsten, sedan Giorgi Eristavis tillfälliga teater 1851-56. Avalishvili-Kherkheulidze var den första kvinnliga skådespelare som utförde tragiska och dramatiska roller i den renoverade Tbilisi-teatern. Teatern blev 1880 Georgiens nationalscen, och hon anställdes 1881 som professionell skådespelare; hon arbetade där nästan till slutet av sitt liv.
Avalishvili-Kherkheulidzes gestaltningar utmärkte sig genom sin konstnärliga enkelhet. Bland hennes roller nämns Marta (Giorgi Eristavis "Älskaren Atabagi"), Ketevan (Davit Eristavis "Samshoblo"), Marine ("Syskon" av Valerian Gunia), Margarita (Dumas "Margarita Gauthier"), Ophelia (William Shakespeares "Hamlet"), och Amalia (Friedrich Schillers "Rövare"). 